# HD 74156 b
HD 74156 b (بالإنجليزية: HD 74156 b)‏ الذي يرمز له بالرمز HD 74156b، هو كوكب خارج المجموعة الشمسية، في كوكبة الشجاع، يتبع HD 74156 ‏.

## الاكتشاف
اكتشف في 4 أبريل 2001.